# Narcisismo espiritual
El narcisismo espiritual se ha definido como el uso inconsciente de la práctica espiritual o religiosa, la experiencia y los conocimientos de una persona para darse mayor autoimportancia y validación. Las personas con este rasgo en su personalidad pueden creer que son más "iluminados" o espiritualmente avanzados que otros, pudiendo utilizar esta creencia para manipular o controlar a quienes los rodean.

## Narcisismo espiritual y elNew Age
El antropólogo y psicoterapeuta Gregg Lahood en un artículo publicado en 2010 en International Journal of Transpersonal Studies argumentó que el narcisismo espiritual es una forma de «egocentrismo extremo espiritualizado», que el movimiento Nueva Era contribuye de una manera importante a este fenómeno, y lo describe como la «gran enfermedad espiritual de nuestros tiempos». Establece que la autoespiritualidad surgió en la cultura occidental, donde el ego se ha «construido históricamente de manera disociativa de la naturaleza, la comunidad y los ancestros» y, como tal, es un ego ya propenso al dualismo rígido, al aislamiento, solipsismo y egocentrismo.
El narcisismo psicológico de la Nueva Era (resultado de la represión primordial o la "falta de capacidad de verse en el espejo") se acentúa a través de:
- el perennialismo: la noción de una verdad central esotérica interna (el Ser, la esencia, etc.) que reside en el corazón de todas las religiones, una hibridez que permite a la Nueva Era reclamar autoridad espiritual para sí misma;
- el etnocentrismo de la Nueva Era: una convicción de superioridad cultural; y
- el narcisismo religioso: las tradiciones religiosas casi siempre elevan sus estados aspiracionales por encima de otros sistemas, y esto se adapta a una forma de narcisismo donde la Nueva Era imita el autoritarismo dentro de una miríada de tradiciones al elevar su culto, grupo, gurú, tradición o práctica a un nivel superior en la cadena de conciencia que otros.

## Narcisismo espiritual y catolicismo
Goffredo Boselli, monje italiano y especialista en liturgias, argumentó en un artículo publicado en Vita Pastorale en 2022 que «las tendencias dominantes en la espiritualidad hoy en día no tienen sus raíces en la objetividad de la Escritura, el mensaje cristiano y el rito litúrgico, sino principalmente en la subjetividad de la experiencia individual». Es así que la vida espiritual actual se basa menos en la escucha de los relatos bíblicos, tanto a nivel personal como comunitario, y más en las experiencias y sentimientos individuales. Esto ha llevado a un "narcisismo espiritual", reflejo del "narcisismo cultural" descrito por el psicólogo estadounidense Joel Paris, quien señala que la sociedad moderna impulsa el individualismo y debilita los lazos comunitarios. Boselli indica que la espiritualidad narcisista se opone a la liturgia cristiana, que no es un culto al yo, sino a Dios en comunidad. La liturgia ayuda a las personas a salir de sí mismas, reconocer su pecado y pedir perdón; las orienta hacia la escucha de la palabra de Dios, la intercesión por los demás y el compartir el pan como signo de entrega. Una espiritualidad que rechaza los ritos simbólicos corre el riesgo de formar creyentes en sí mismos, en lugar de en el Evangelio de Jesucristo.
Asimismo, desde la iglesia se ha afirmado que en la realidad contemporánea, el “narcisismo espiritual” supera con creces el egoísmo feroz de creyentes y no creyentes por igual.